# Roche de Solutré
Pour les articles homonymes, voir Solutré.
 (juin 2021).
Si vous disposez d'ouvrages ou d'articles de référence ou si vous connaissez des sites web de qualité traitant du thème abordé ici, merci de compléter l'article en donnant les références utiles à sa vérifiabilité et en les liant à la section « Notes et références ».
La roche de Solutré est un escarpement calcaire surplombant la commune de Solutré-Pouilly, à 8 km à l'ouest de Mâcon. Il s'agit d'un site emblématique de Saône-et-Loire, au sud de la région Bourgogne-Franche-Comté.
Protégée au titre de la loi sur les sites classés et aujourd'hui Grand Site de France, elle tire sa célébrité de plusieurs points d'intérêt : phénomène géologique rare dans cette région et site préhistorique éponyme d'une culture paléolithique (le Solutréen), elle abrite sur son sommet — qui culmine à 493 mètres — un milieu spécifique (les pelouses calcicoles du Mâconnais) à la faune et la flore particulières.
Occupée par l'être humain depuis au moins 55 000 ans, il s'agit en outre du berceau du Pouilly-Fuissé, vin blanc renommé. Elle fut médiatisée à partir des années 1980 par l'ascension rituelle annuelle du président François Mitterrand accompagné par de nombreux amis.

## Géographie

### Géologie
Dans la région, au Secondaire (Mésozoïque), s'étendaient des mers chaudes, dont de nombreux vestiges fossiles sont facilement visibles. La roche de Solutré, tout comme celle de Vergisson, est issue de massifs coralliens fossilisés apparus il y a environ 160 millions d'années dans ces mers.
Au Tertiaire, l'est de la Bourgogne subit le contrecoup du soulèvement alpin : tandis que les Alpes s'élèvent, le bassin de la Saône s'effondre. Dans le même temps, des plateaux s'élèvent à l'ouest de cette plaine, puis basculent vers l'est.
Des terrains de nature différente ayant été mis côte à côte par ces mouvements, les différentes érosions font leur œuvre. Les profils des monts environnants s'arrondissent, tandis que se dégagent les falaises de Solutré et de Vergisson, côté ouest, qui contrastent avec les douces pentes de leur flanc est.

### Faune et flore
Les usages humains autour et sur la roche de Solutré ont eu un impact évident sur son aspect, et au-delà, sur son évolution. De la déforestation de la forêt gauloise originelle à la plantation des premières vignes, de la polyculture contemporaine à la monoculture viticole actuelle, le paysage s'est formé et modifié.
Le défrichage du sommet et de la pente douce de la roche de Solutré a contribué à faire apparaître un milieu spécifique, puis à l'entretenir. En effet, jusqu'au milieu du XIXe siècle, les femmes des agriculteurs menaient leurs troupeaux de chèvres sur ces parcelles entourées de murets de pierre sèche. Ce pâturage, ainsi que la pratique du brûlage, entretenaient la pelouse sèche qui s'y est développée, et qui accueille de nombreuses espèces végétales et animales rares ou protégées qui y trouvent leur implantation la plus septentrionale.
Les pelouses calcicoles du Mâconnais, dites aussi « pelouses calcaires », sont également présentes sur le sommet des quatre autres monts formés à la même époque (du nord au sud : le Monsard, le mont de Leynes, la roche de Vergisson, et enfin au sud de Solutré, le mont de Pouilly) et sont sous protection Natura 2000. En effet, avec l'abandon après-guerre du pâturage, a commencé la colonisation par le buis, le genévrier et le chêne pubescent.
Grâce à l'influence du climat, des reliefs, des usages humains, un grand nombre de conditions sont réunies pour que des espèces végétales et animales remarquables et rares y prolifèrent.

#### Flore
La roche de Solutré abrite diverses espèces particulières : Inule des montagnes, coronille arbrisseau, micrope droit, orchidées sauvages ou encore fer à cheval.
Parmi les particularités de ce site, il y a la cohabitation d'espèces montagnardes et méditerranéennes : fétuque, carex, brôme dressé, hélianthème blanc, silène d'Italie, garance voyageuse, œillet des montagnes, seslérie bleue, sédum, saxifrage.

#### Faune
On compte parmi les oiseaux le Bruant ortolan, le hibou petit duc, l'engoulevent d'Europe, le circaète Jean-le-Blanc, le busard Saint-Martin et l'alouette lulu. Parmi les insectes que l'on peut trouver, on distingue le flambé, la mante religieuse et le criquet méditerranéen.

### Paysages

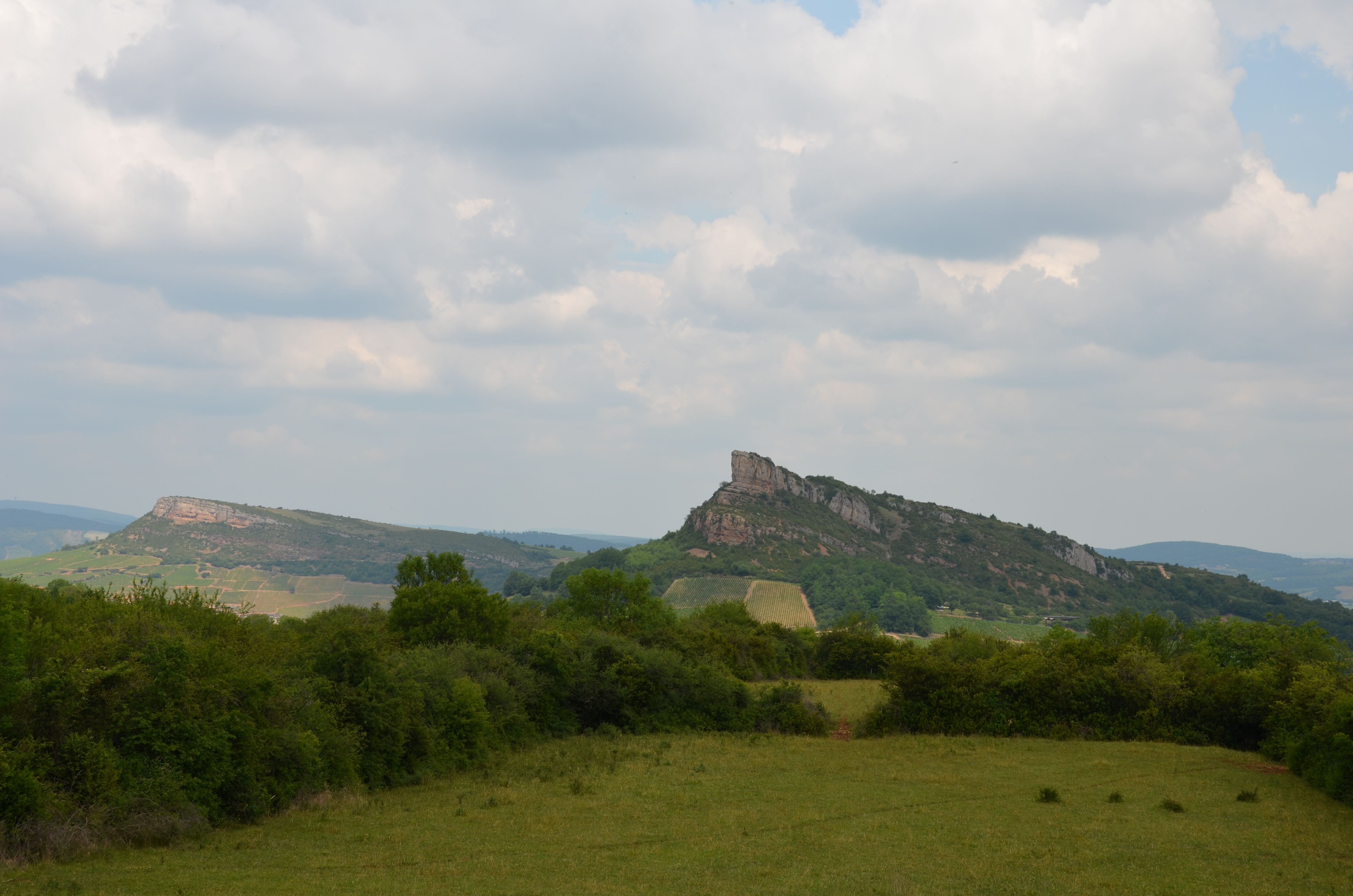
La roche de Solutré (à droite) et la roche de Vergisson (à gauche).

À l'est, s'étend la plaine de la Saône, où l'on distingue au premier plan le Mâconnais, plus loin, la Bresse et la Dombes (Ain), et enfin le Jura voire le mont Blanc en fond de toile, lorsque les conditions climatiques sont adéquates.
Dans les trois autres directions, le paysage, moins ouvert et délimité par les lignes de crêtes des monts environnants, déroule vignes, villages et hameaux typiquement mâconnais, avec en particulier :
- au nord, parmi les monts et les vignes, le village de Vergisson et sa Roche ;
- à l'ouest, la « voie romaine », et au-delà, une zone mixte de vignobles, de bocage et de forêts ;
- au sud, le village de Solutré-Pouilly et le mont de Pouilly.

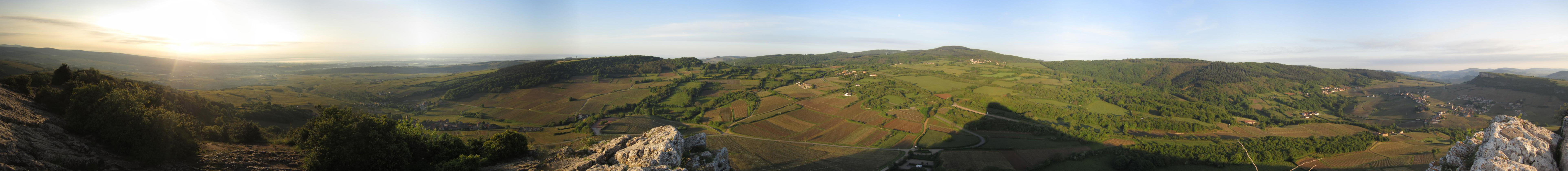
Vue à 360° du sommet de la roche de Solutré.

## Histoire

### Préhistoire
Le gisement préhistorique de Solutré est l'un des plus riches d'Europe, en ossements et en vestiges lithiques. À la suite de sa découverte, la Roche a donné son nom à un faciès culturel du Paléolithique supérieur, le Solutréen.

#### Chronologie

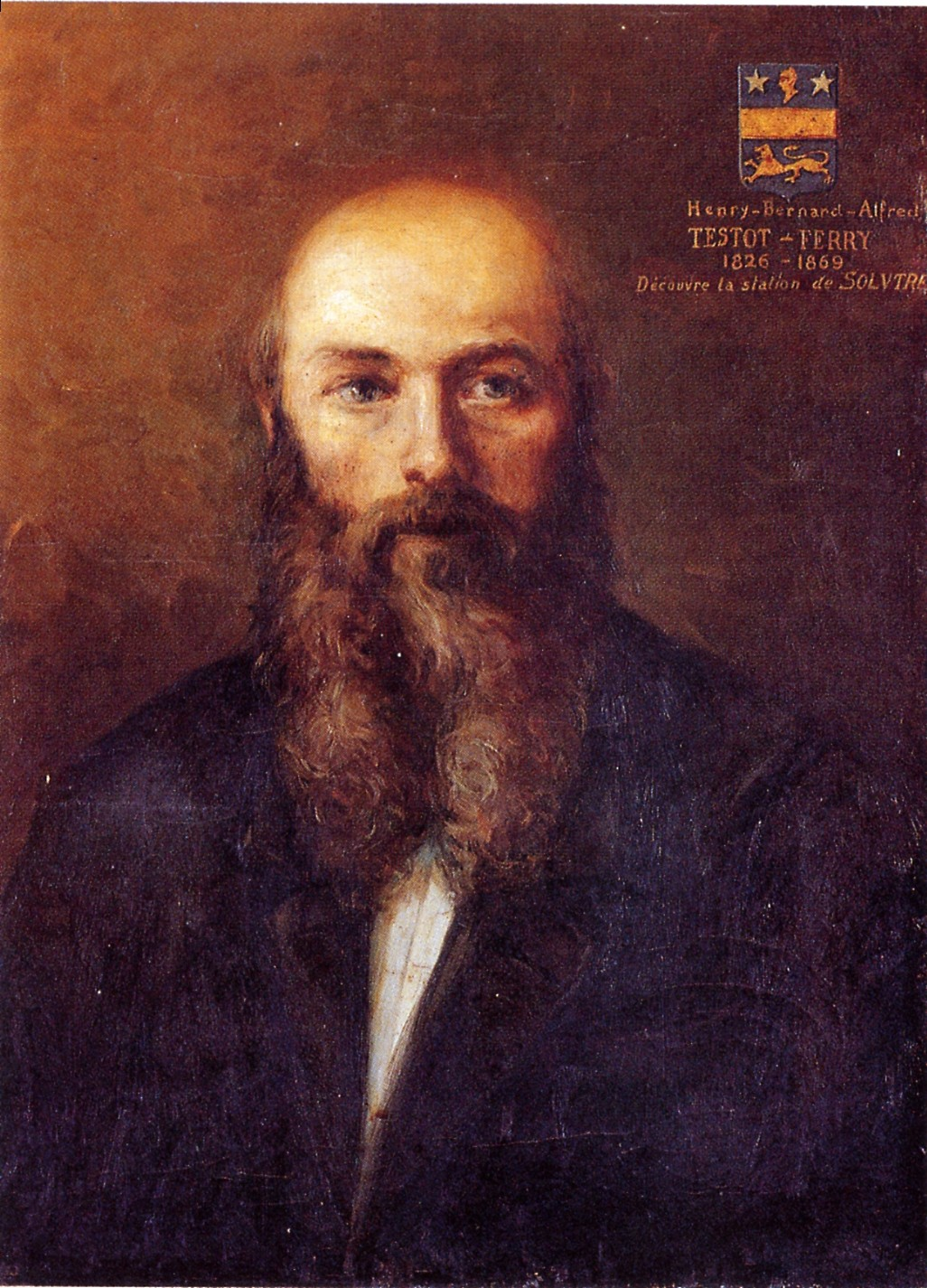
Henry Testot-Ferry.

Les fouilles au pied de la roche commencent en 1866, au lieu-dit du « Cros du Charnier », sur l'affleurement d'ossements de chevaux, dont personne n'imagine alors qu'il s'agit de vestiges préhistoriques (cette science étant alors naissante).
Très vite, Henry Testot-Ferry découvre la zone des foyers de l'âge du renne, ainsi que des tombes en dalles brutes. On retrouve dans ces foyers de nombreux outils en silex : pointes de lance, feuilles de laurier et grattoirs, mais aussi un véritable amas d'ossements : du renne surtout, mais également du cheval, de l'éléphant, du loup et du tigre des cavernes[Quoi ?].

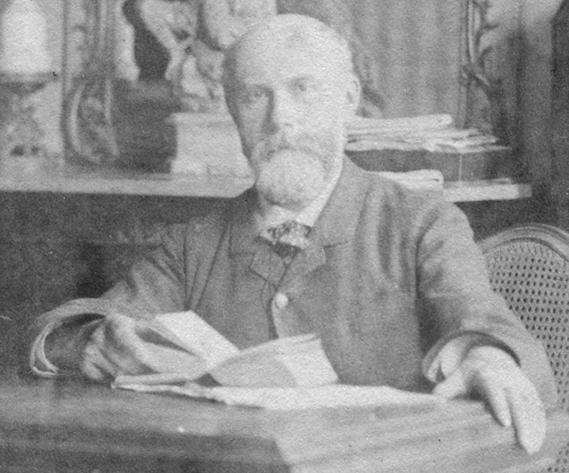
Adrien Arcelin.

En 1868, l'existence d'une station de chasse au pied de la roche est l'hypothèse privilégiée. Les deux inventeurs font appel à d'autres spécialistes et présentent leurs travaux dans des congrès. Solutré se révèle comme l'un des plus grands sites préhistoriques français.
En 1872, Gabriel de Mortillet, l'un des plus importants préhistoriens de son temps, décide de nommer les périodes de la Préhistoire d'après le nom de sites préhistoriques où elles sont particulièrement bien représentées. C'est ainsi qu'apparaît le terme de Solutréen.
De nombreuses fouilles furent menées par la suite, le champ de fouilles restant aujourd'hui encore partiellement inexploré et protégé.
La roche de Solutré est, avec la pierre dite « Guenachère » de Saint-Émiland, le « Vieux Tilleul » de Sagy, le cèdre de La Chaux à Cuisery et la roche dénommée « La Pierre-Qui-Croule » visible à Uchon, le site ayant été le plus anciennement classé du département de Saône-et-Loire (par arrêté de classement en date du 15 mars 1909).

#### Un site de chasse
Le magma osseux s'explique par l'extrêmement longue période de fréquentation du site : pendant plus de 50 000 ans, quatre grandes civilisations du Paléolithique s'y sont succédé.
L'occupation de ce site est donc essentiellement axée sur l'activité de chasse, de dépeçage et de boucanage. Le matériel trouvé sur le site est donc en lien avec cette activité humaine, avec de nombreux outils, dont les silex taillés en feuille de laurier caractéristiques du Solutréen.

#### La légende

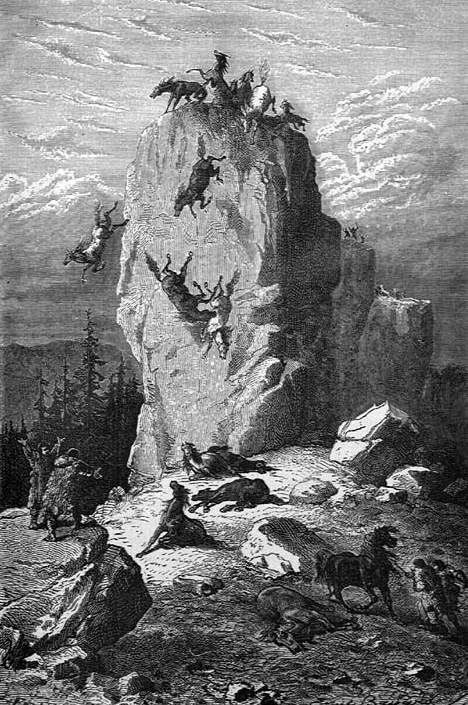
La chasse au cheval à Solutré, d'après une illustration de L'Homme primitif de L. Figuier, 1876.

Contrairement à la légende de la « chasse à l'abîme », jamais les habitants préhistoriques vivant près de Solutré n'ont pourchassé les chevaux pour les pousser à se précipiter du haut de la Roche.
Cette théorie – dont il n'a jamais été question dans les publications scientifiques d'Henry Testot-Ferry – apparaît en fait dans le roman préhistorique Solutré ou les chasseurs de rennes de la France centrale d'Adrien Arcelin : il ne s'agit donc que d'une fiction dont l'imaginaire populaire s'est emparé. L'incohérence de cette hypothèse a été aisément démontrée depuis, entre autres du fait de la distance importante entre l'emplacement des ossements et le sommet de la Roche.

#### L'homme
Si, lors des premières fouilles, ces individus étaient considérés comme préhistoriques (aurignaciens, néolithiques), il semble toutefois désormais quasiment certain que ces squelettes sont bien historiques. Il s'agirait en fait, selon les différentes datations réalisées, de Burgondes (haut Moyen Âge) ou de Mérovingiens.
Paradoxalement, malgré la durée d'occupation du site, de toutes les périodes du Paléolithique supérieur, seul le Solutréen n'a livré aucun reste humain. Finalement, un an après les premières fouilles effectuées sur le site de Solutré en 1866, les hommes de Cro-Magnon, contemporains de ceux qui taillèrent les outils et chassèrent à Solutré, étaient découverts aux Eyzies par Louis Lartet.

#### Musée de la Préhistoire de Solutré

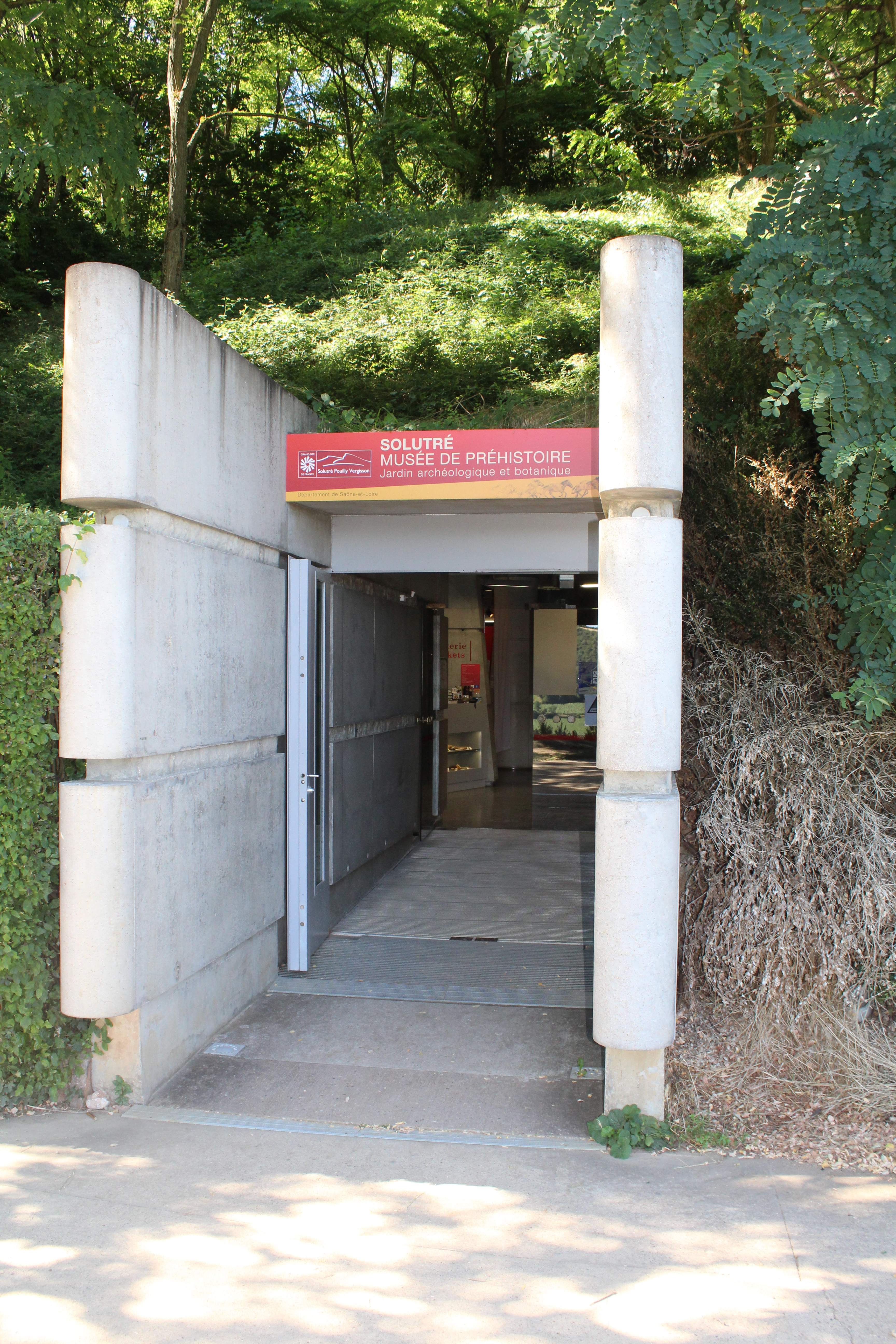
Entrée du Musée de la Préhistoire.

Au pied de la Roche est situé le Musée de Préhistoire, structure conçue par l'architecte strasbourgeois Guy Clapot et financée par le Conseil général de Saône-et-Loire et inaugurée en mai 1987 par François Léotard. En raison des protections en vigueur sur le site, le musée est placé sous un dôme planté de végétaux, à peine visible de loin. Le musée présente sur les lieux de leurs découvertes les collections de ce site de premier plan ainsi que des maquettes reconstituant des scènes de chasse et des expositions temporaires sur des sujets en rapport avec l'archéologie, la Préhistoire, ou l'ethnographie, et qui intègrent plus récemment l'art contemporain.
Depuis le 26 mai 2013, le site a reçu le label Grand site de France, et les expositions temporaires s'étendent jusque dans une maison de site, qui permet aussi de se restaurer, de se reposer et pour les enfants d'y réaliser des ateliers (peinture préhistorique, clayonnage, broyage des grains, filage de la laine…).

### Antiquité
On retrouve des traces de deux villas gallo-romaines importantes dans les environs de la roche : l'une, Solustriacus, a donné son nom au village de Solutré. L'autre serait située entre la roche et le village voisin de Vergisson. Un large tertre aplani reliant le pied de la Roche au village de Vergisson est par ailleurs supposé être une ancienne voie romaine (il est nommé comme tel dans l'usage local).

### Période médiévale
La Préhistoire a souvent pris le pas sur l'histoire médiévale de la roche. Pourtant, une étonnante place forte, réputée être le fief de bandits, occupait le sommet de Solutré.
On attribue la construction de ce château, qui disposait d'un lourd donjon crénelé, à Raoul de Bourgogne (930). Le chapitre de Saint-Vincent de Mâcon en devint ultérieurement possesseur, par suite de la donation de l'évêque de Mâcon Ador (970), qui le tenait de sa famille.
En 1231, le château fut enlevé au profit de Jean de Braine, comte de Mâcon, par l'un de ses chevaliers dénommé Guy Chevrier, qui fut aussitôt excommunié par l'évêque de Mâcon, Aymon. Le château avait été acheté antérieurement par l'évêque de Mâcon au chevalier Ponce de Mont-Saint-Jean, moyennant 300 marcs d'argent et un cheval de 25 livres. Château dont l'évêque fit don aux chanoines de Mâcon, qui en prirent possession à titre d'engagistes du domaine du roi.
À la suite d'une trêve signée à Mâcon le 4 décembre 1434 consacrant la présence bourguignonne en Mâconnais, ce château, dernière place forte non réduite par le duc de Bourgogne dans la région, lui fut rendu. L'année suivante, Philippe le Bon, duc de Bourgogne, par un acte établi à Dijon le 22 décembre 1434, ordonna la destruction totale de la forteresse. La liesse populaire fut telle à cette annonce que l'on retrouva par la suite des corps des participants à sa destruction, tués par l'effondrement anarchique des parois.
Des recherches récentes tendent à montrer que ce château était une demeure noble et riche, mais peu d'éléments sont connus à son sujet aujourd'hui.

## Activités

### Viticulture

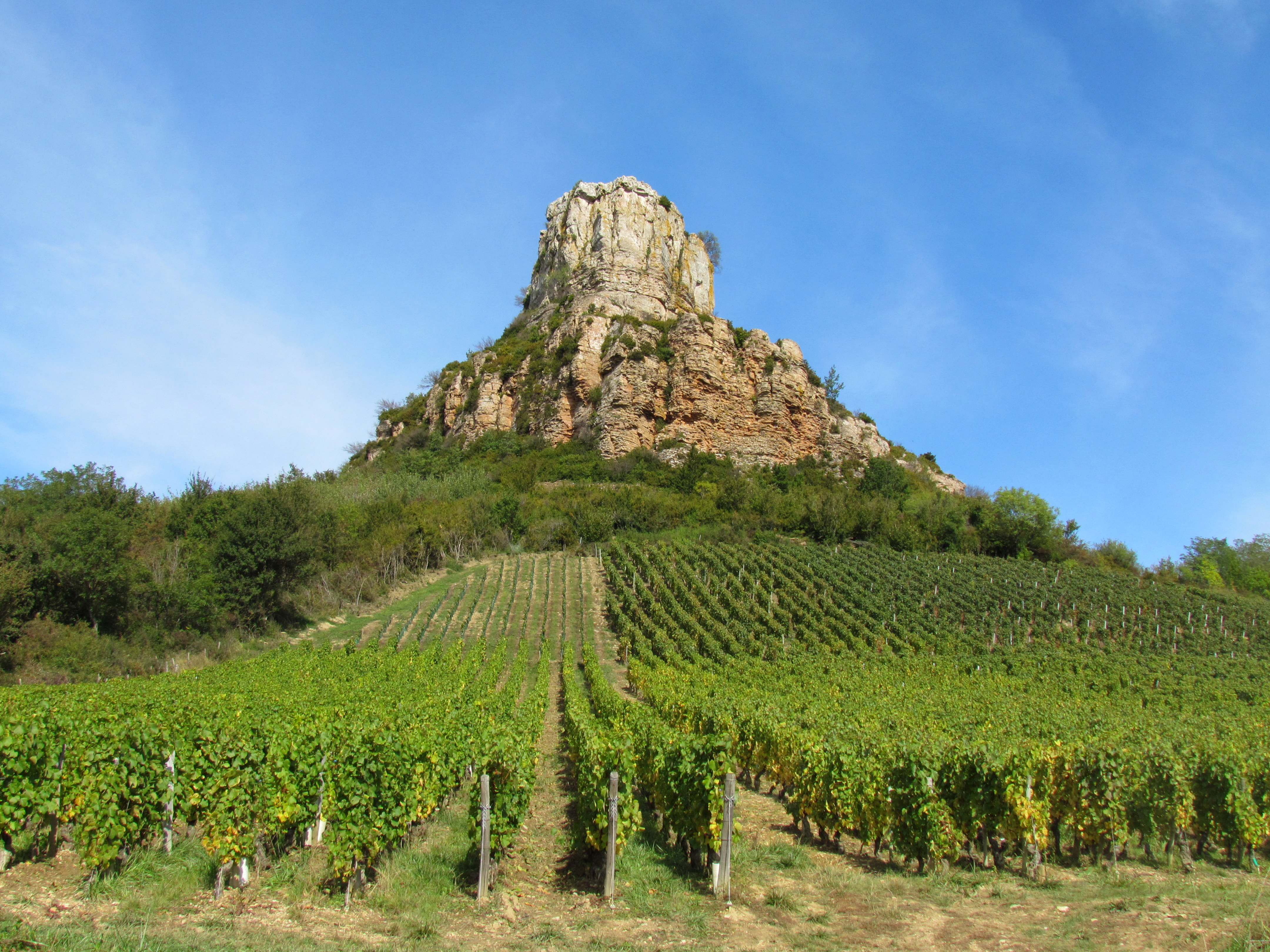
Vignes de l'appellation Pouilly-Fuissé au pied de la roche.

Importée par les Romains, la viticulture est maintenue au Moyen Âge par les moines clunisois et imprègne le périmètre de la Roche de Solutré. Ses phases de progression et de récession au cours des siècles entrainent tour à tour le défrichage de parcelles ou leur abandon et façonnent le paysage.
Ce terroir de prédilection du Chardonnay donne naissance à des vins de renommée internationale :
- Mâcon-Solutré (Mâcon-villages) ;
- Saint-véran ;
- Pouilly-fuissé.

### Protection environnementale

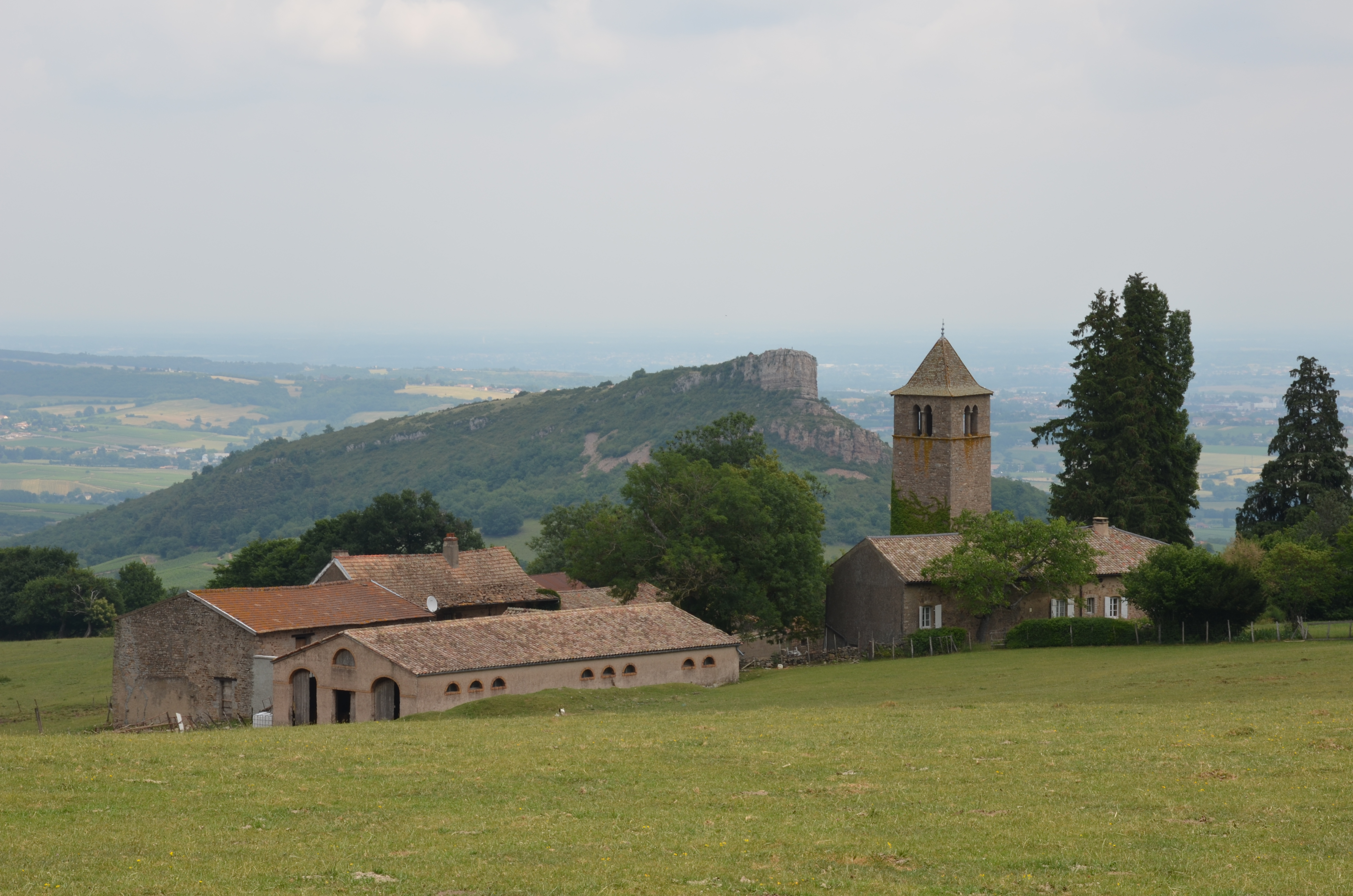
Vue sur la roche de Solutré depuis le hameau « La Grange du Bois ».

Partiellement protégée par la loi du 2 mai 1930 sur « la protection des monuments naturels et des sites de caractère artistique, historique, légendaire ou pittoresque », en raison de son caractère spectaculaire et du gisement archéologique qu'elle abrite, la Roche de Solutré fait également partie du réseau Natura 2000 au titre des pelouses calcicoles.
La protection se révélant insuffisante face à sa fréquentation locale et touristique et à « l'usure » engendrée sur le site, et les coûts d'entretien bien supérieurs aux ressources des communes concernées, la Roche de Solutré a constitué à partir des années 1990 le centre d'un projet « d'Opération Grand Site ».
Ce statut n'ajoute pas de contrainte réglementaire mais constitue un outil afin de restaurer et mettre en valeur le site, mettre en place un accueil, et générer une dynamique économique locale, et enfin une gestion pérenne de l'ensemble du périmètre concerné.
Depuis 1995, des expérimentations ont eu lieu afin de maintenir le site en l'état (broutage par des chevaux de race Konik Polski et lutte contre la colonisation par le buis par exemple), les cheminements ont été revus afin d'être plus sûrs pour les visiteurs et d'enrayer la dégradation des voies de passage, et l'ancien parking a fait place à un nouveau, dont l'intégration paysagère est presque totale.

## Dans la culture

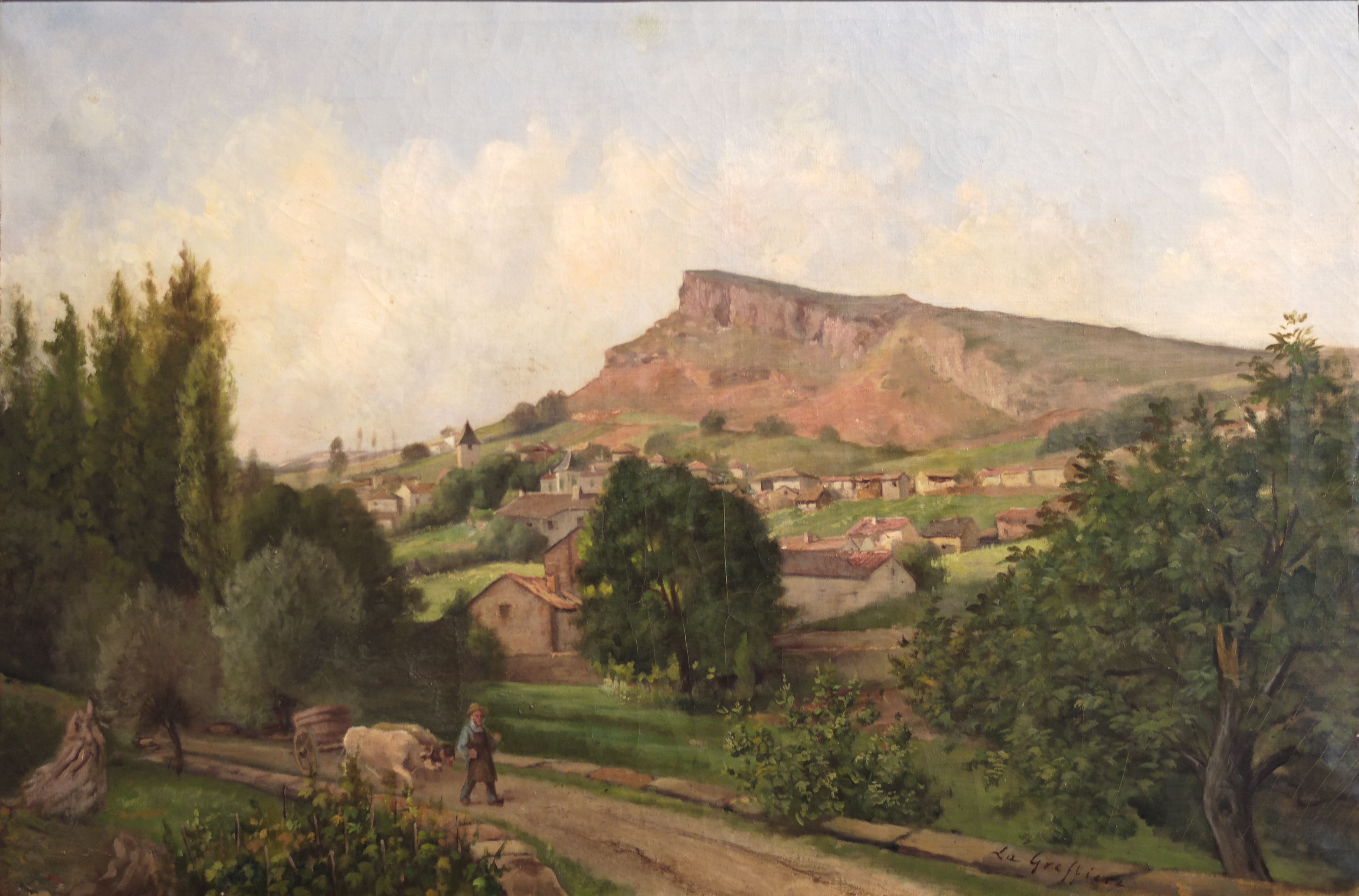
Vue de Solutré, Alphonse Riballier, Musée des Ursulines de Mâcon.

Haut lieu de la Résistance intérieure française pendant la Seconde Guerre mondiale, la roche deviendra le lieu d'une ascension rituelle et annuelle pour François Mitterrand et certains de ses amis.

### Citations
- « Sphinx aux griffes plantées dans les ceps[16]. » — Roger Gouze
- « De là, j'observe ce qui va, ce qui vient, ce qui bouge et surtout ce qui ne bouge pas. » — François Mitterrand, La Paille et le Grain, 1978.
- « Deux navires pétrifiés surplombant une mer de vignes. » — Alphonse de Lamartine, à propos de Solutré et sa « sœur » à Vergisson.
- « Il avait choisi la roche de Solutré, c'est classique, ça plaît toujours et ça faisait longtemps qu'il ne l'avait pas revue. » - Michel Houellebecq, Anéantir, 2022.